# Costa Occidental
Costa Occidental è una comarca della Spagna, situata nella comunità autonoma della Cantabria.